# Moon Mineralogy Mapper
Le Moon Mineralogy Mapper (en abrégé M3 ; littéralement Cartographe de la minéralogie lunaire) est l'un des deux instruments qui constituent la contribution de la NASA à la première mission spatiale indienne vers la Lune : Chandrayaan-1. Cette mission s'est déroulée en octobre 2008.

## Source
- (en) Cet article est partiellement ou en totalité issu de l’article de Wikipédia en anglais intitulé « Moon Mineralogy Mapper » (voir la liste des auteurs).